# Heinrich V. Blumentrost
Heinrich V. Blumentrost (* in Burgwindheim; † 16. Januar 1455 in Ebrach) war von 1447 bis 1455 Abt des Zisterzienserklosters in Ebrach.

## Leben
Heinrich V. Blumentrost wurde in der zweiten Hälfte des 14. Jahrhunderts oder in der ersten Hälfte des 15. Jahrhunderts im oberfränkischen Burgwindheim geboren. Über die Eltern des späteren Abtes schweigen die Quellen, auch die Geschwister des jungen Heinrich finden keine Erwähnung. Ebenso liegt die schulische Ausbildung im Dunkeln, ein Studium an einer Universität wird durch den späteren Werdegang Blumentrosts jedoch wahrscheinlich.
Der Mönch Heinrich tauchte erst mit seiner Wahl zum fünfundzwanzigsten Abt des Zisterzienserklosters Ebrach wiederum in den Quellen auf. Sein Vorgänger Heinrich IV. Wild hatte resigniert und der Konvent suchte dringend einen Nachfolger. So wählte man 1447 Heinrich Blumentrost zum neuen Prälaten. Er hatte sich durch seine Redegewandtheit und seinen hervorragenden Ruf als Geistlicher, er war Baccalaureus der Theologie, hervorgetan.
Trotz der wichtigen Wahl lief die Amtszeit des Heinrich V. fast ohne die Kenntnisse der Quellen ab. Er wurde, wohl von den Oberen seines Ordens, als Visitator der Zisterzienserklöster in Ostfranken eingesetzt, was einigen seiner Vorgänger und Nachfolger auch gelang. Zusätzlich ernannte man ihn zum Aufseher über die ungarischen und bayerischen Klöster. Abt Heinrich V. Blumentrost starb am 16. Januar 1455 infolge eines Sturzes.